# Nathaniel Watson
Nathaniel Watson, detto Bookie (Maplesville, 30 luglio 2000), è un giocatore di football americano statunitense che milita nel ruolo di linebacker per i Cleveland Browns della National Football League (NFL).

## Carriera universitaria
Watson al college giocò a football a Mississippi State dal 2018 al 2023. Nell'ultima stagione fu premiato come miglior difensore dell'anno della Southeastern Conference.

## Carriera professionistica

### Cleveland Browns
Watson fu scelto nel corso del sesto giro (206º assoluto) del Draft NFL 2024 dai Cleveland Browns. Fu svincolato il 19 settembre 2024 dopo di che rifirmò con la squadra di allenamento. Fu promosso nel roster attivo il 2 ottobre. La sua prima stagione si chiuse con 14 tackle e un passaggio deviato in 14 presenze, di cui una come titolare.